# Arcytophyllum rivetii
Arcytophyllum rivetii là một loài thực vật có hoa trong họ Thiến thảo. Loài này được Danguy & Cherm. mô tả khoa học đầu tiên năm 1922.